# Jaime Gil de Biedma

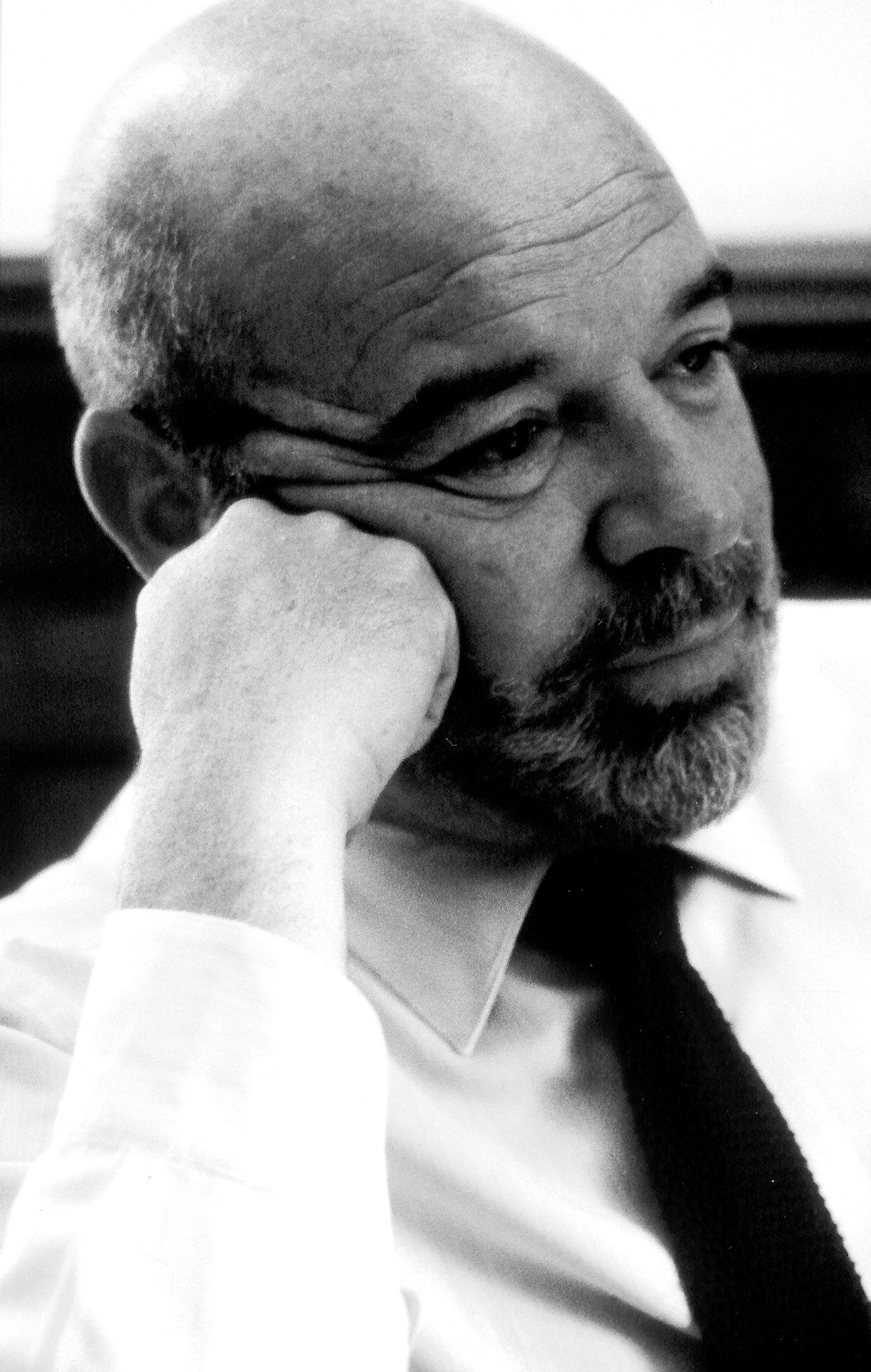
Jaime Gil de Biedma

Jaime Gil de Biedma (* 13. November 1929 in Barcelona; † 8. Januar 1990 ebenda) war ein spanischer Dichter und einer der wichtigsten Autoren seiner Generation.

## Leben
Aus einem der reichsten Handelshäuser Barcelonas stammend, studierte er Jura in Barcelona und Salamanca und zog nach dem Staatsexamen 1953 nach Oxford. Dort kam er in Kontakt mit der angelsächsischen Lyrik, die ihn in seinem Werk stark beeinflusste. Er fühlte sich schon früh zum Marxismus hingezogen, doch von der KP wurde er wegen seiner offen gelebten Homosexualität verpönt – ebenso wie von den Machthabern in Madrid, die ihm eine diplomatische Laufbahn verwehrten. 1955 stieg er dann in das Familienunternehmen „Tabacos de Filipinas“ ein.  
Er gilt neben José Agustín Goytisolo und Carlos Barral als einer der Hauptexponenten der selbst ernannten Escuela de Barcelona. 
Bereits 1968 betrachtete Gil de Biedma mit seinen Poemas póstumos sein lyrisches Œuvre als abgeschlossen. Sein relativ schmales lyrisches Werk, das 1975 unter dem Titel Las personas del verbo publiziert wurde, macht ihn zu einem der einflussreichsten spanischen Dichter der zweiten Hälfte des 20. Jahrhunderts. 
Außer einigen Essays hinterließ er ein Tagebuch, in dem er im Gegensatz zur verschlüsselten Ausdrucksweise seiner Gedichte in aller Deutlichkeit seine Homosexualität thematisierte (Retrato del artista en 1956, 1974, unzensiert 1991).
1990 verstarb er an Aids.
2004 wurde seine Biographie von Miguel Dalmau geschrieben und 2009 vom spanischen Regisseur Sigfrid Monleón verfilmt. Der Film heißt El Cónsul de Sodoma (dt. Der Konsul Sodoms).

## Werke
- Versos a Carlos Barral (1952)
- Según sentencia del tiempo (1953)
- Compañeros de viaje (Barcelona: Joaquín Horta, 1959)
- Moralidades (1966)
- Poemas póstumos (1968)
- Diario del artista seriamente enfermo (1974), memorias
- El pie de la letra: Ensayos 1955–1979 (1980), Crítica, Barcelona
- Antología Poética (1981), Alianza, Madrid, ISBN 978-84-2063-568-2
- Las personas del verbo (1982), Seix Barral, Barcelona, ISBN 978-84-3220-780-8
- Retrato del Artista en 1956 (1974), Península, Madrid, ISBN 978-84-8307-744-3

## Deutsche Übersetzungen
- Jaime Gil de Biedma: Las personas del verbo - Die Personen des Verbs. Gedichte. Zweisprachig. Aus dem Spanischen von Sven Limbeck und Manuel Monge Fidalgo, Elfenbein Verlag, Berlin 2004, ISBN 3-932245-56-3.